# راتیبورسکه هوری
راتیبورسکه هوری (به چکی: Ratibořské Hory) یک منطقهٔ مسکونی در جمهوری چک است که در منطقه تابور واقع شده‌است. راتیبورسکه هوری ۲۱٫۱۳ کیلومتر مربع مساحت و ۷۴۷ نفر جمعیت دارد و ۴۱۸ متر بالاتر از سطح دریا واقع شده‌است.